# Freestyle-Skiing-Weltcup 2024/25
Der Freestyle-Skiing-Weltcup 2024/25 war eine von der FIS organisierte Wettkampfserie, die am 7. September 2024 in Cardrona (Neuseeland) begann und am 30. März 2025 in Idre Fjäll (Schweden) endete. Ausgetragen wurden Wettbewerbe in den Disziplinen Aerials, Moguls, Dual Moguls, Skicross, Halfpipe, Slopestyle und Big Air.
Höhepunkt der Saison waren die Freestyle-Skiing-Weltmeisterschaften 2025 im Engadin (Schweiz), deren Ergebnisse allerdings nicht mit in die Weltcupwertungen einflossen.

## Aerials

### Männer

#### Weltcupwertung
| Rang | Name               | Punkte |
| ---- | ------------------ | ------ |
| 01   | Qi Guangpu         | 400    |
| 02   | Noé Roth           | 400    |
| 03   | Wang Xindi         | 304    |
| 04   | Sun Jiaxu          | 298    |
| 05   | Christopher Lillis | 274    |
| 06   | Quinn Dehlinger    | 244    |
| 07   | Li Xinpeng         | 244    |
| 08   | Li Tianma          | 230    |
| 09   | Dmytro Kostowskyj  | 210    |
| 10   | Pirmin Werner      | 196    |

#### Einzel
| Datum      | Ort          | 1. Platz        | 2. Platz         | 3. Platz           |
| ---------- | ------------ | --------------- | ---------------- | ------------------ |
| 18.01.2025 | Lake Placid  | Sun Jiaxu       | Noé Roth         | Li Xinpeng         |
| 25.01.2025 | Lac-Beauport | Qi Guangpu      | Lewis Irving     | Christopher Lillis |
| 26.01.2025 | Lac-Beauport | Qi Guangpu      | Wang Xindi       | Émile Nadeau       |
| 07.02.2025 | Deer Valley  | Quinn Dehlinger | Dmytro Kotowskyj | Christopher Lillis |
| 23.02.2025 | Beidahu      | Li Tianma       | Qi Guangpu       | Christopher Lillis |
| 02.03.2025 | Almaty       | Wang Xindi      | Noé Roth         | Qi Guangpu         |
| 13.03.2025 | Livigno      | Noé Roth        | Sun Jiaxu        | Pirmin Werner      |

### Frauen

#### Weltcupwertung
| Rang | Name             | Punkte |
| ---- | ---------------- | ------ |
| 01   | Laura Peel       | 542    |
| 02   | Xu Mengtao       | 444    |
| 03   | Danielle Scott   | 368    |
| 04   | Chen Meiting     | 267    |
| 05   | Abbey Willcox    | 259    |
| 06   | Anhelina Brykina | 258    |
| 07   | Karenna Elliott  | 246    |
| 08   | Marion Thénault  | 233    |
| 09   | Qi Shaq          | 233    |
| 10   | Airleagh Frigo   | 220    |

#### Einzel
| Datum      | Ort          | 1. Platz   | 2. Platz        | 3. Platz        |
| ---------- | ------------ | ---------- | --------------- | --------------- |
| 18.01.2025 | Lake Placid  | Xu Mengtao | Danielle Scott  | Marion Thénault |
| 25.01.2025 | Lac-Beauport | Laura Peel | Chen Meiting    | Xu Mengtao      |
| 26.01.2025 | Lac-Beauport | Laura Peel | Karenna Elliott | Airleagh Frigo  |
| 07.02.2025 | Deer Valley  | Laura Peel | Danielle Scott  | Abbey Willcox   |
| 23.02.2025 | Beidahu      | Xu Mengtao | Chen Meiting    | Danielle Scott  |
| 02.03.2025 | Almaty       | Laura Peel | Xu Mengtao      | Danielle Scott  |
| 13.03.2025 | Livigno      | Laura Peel | Xu Mengtao      | Chen Meiting    |

### Mixed-Team
| Datum      | Ort         | 1. Platz                               | 2. Platz                                                               | 3. Platz                                           |
| ---------- | ----------- | -------------------------------------- | ---------------------------------------------------------------------- | -------------------------------------------------- |
| 19.01.2025 | Lake Placid | China IXu Mengtao Li Xinpeng Sun Jiaxu | Kanada IIAlexandra Montminy Miha Fontaine Alexandre Duchaine           | AustralienLaura Peel Reilly Flanagan Abbey Willcox |
| 24.02.2025 | Beidahu     | China IXu Mengtao Li Tianma Qi Guangpu | Vereinigte Staaten IKarenna Elliott Quinn Dehlinger Christopher Lillis | China IIChen Meiting Li Xinpeng Wang Xindi         |

## Moguls

### Männer

#### Weltcupwertungen
| Rang | Name             | Punkte |
| ---- | ---------------- | ------ |
| 01   | Mikaël Kingsbury | 1299   |
| 02   | Ikuma Horishima  | 1038   |
| 03   | Filip Gravenfors | 0647   |
| 04   | Matt Graham      | 0605   |
| 05   | Nick Page        | 0587   |
| 06   | Benjamin Cavet   | 0544   |
| 07   | Julien Viel      | 0523   |
| 08   | Severi Vierelä   | 0439   |
| 09   | Charlie Mickel   | 0405   |
| 10   | Rasmus Stegfeldt | 0402   |

| Rang | Name             | Punkte |
| ---- | ---------------- | ------ |
| 01   | Mikaël Kingsbury | 755    |
| 02   | Ikuma Horishima  | 598    |
| 03   | Nick Page        | 344    |
| 04   | Benjamin Cavet   | 339    |
| 05   | Matt Graham      | 305    |
| 06   | Julien Viel      | 300    |
| 07   | Filip Gravenfors | 282    |
| 08   | Rasmus Stegfeldt | 241    |
| 09   | Severi Vierelä   | 231    |
| 10   | Pawel Kolmakow   | 223    |

| Rang | Name             | Punkte |
| ---- | ---------------- | ------ |
| 01   | Mikaël Kingsbury | 544    |
| 02   | Ikuma Horishima  | 440    |
| 03   | Filip Gravenfors | 365    |
| 04   | Matt Graham      | 300    |
| 05   | Nick Page        | 243    |
| 06   | Julien Viel      | 223    |
| 07   | Severi Vierelä   | 208    |
| 08   | Benjamin Cavet   | 205    |
| 09   | Charlie Mickel   | 199    |
| 010  | Pawel Kolmakow   | 177    |

#### Wettbewerbe
| Datum      | Ort               | Disziplin   | 1. Platz                             | 2. Platz                             | 3. Platz                             |
| ---------- | ----------------- | ----------- | ------------------------------------ | ------------------------------------ | ------------------------------------ |
| 30.11.2024 | Ruka              | Moguls      | Mikaël Kingsbury                     | Walter Wallberg                      | Ikuma Horishima                      |
| 06.12.2024 | Idre Fjäll        | Moguls      | Mikaël Kingsbury                     | Ikuma Horishima                      | Walter Wallberg                      |
| 07.12.2024 | Idre Fjäll        | Dual Moguls | Aufgrund von starkem Nebel abgesagt. | Aufgrund von starkem Nebel abgesagt. | Aufgrund von starkem Nebel abgesagt. |
| 13.12.2024 | Alpe d’Huez       | Moguls      | Aufgrund von Schneemangel abgesagt.  | Aufgrund von Schneemangel abgesagt.  | Aufgrund von Schneemangel abgesagt.  |
| 14.12.2024 | Alpe d’Huez       | Dual Moguls | Aufgrund von Schneemangel abgesagt.  | Aufgrund von Schneemangel abgesagt.  | Aufgrund von Schneemangel abgesagt.  |
| 20.12.2024 | Bakuriani         | Moguls      | Benjamin Cavet                       | Mikaël Kingsbury                     | Severi Vierelä                       |
| 21.12.2024 | Bakuriani         | Dual Moguls | Walter Wallberg                      | Benjamin Cavet                       | Filip Gravenfors                     |
| 24.01.2025 | Waterville Valley | Moguls      | Mikaël Kingsbury                     | Nick Page                            | Benjamin Cavet                       |
| 25.01.2025 | Waterville Valley | Dual Moguls | Mikaël Kingsbury                     | Matt Graham                          | Filip Gravenfors                     |
| 31.01.2025 | Val Saint-Côme    | Moguls      | Mikaël Kingsbury                     | Julien Viel                          | Olli Penttala                        |
| 01.02.2025 | Val Saint-Côme    | Dual Moguls | Mikaël Kingsbury                     | Benjamin Cavet                       | Nick Page                            |
| 06.02.2025 | Deer Valley       | Moguls      | Ikuma Horishima                      | Pawel Kolmakow                       | Benjamin Cavet                       |
| 08.02.2025 | Deer Valley       | Dual Moguls | Ikuma Horishima                      | Mikaël Kingsbury                     | Pawel Kolmakow                       |
| 21.02.2025 | Beidahu           | Moguls      | Ikuma Horishima                      | Mikaël Kingsbury                     | Filip Gravenfors                     |
| 22.02.2025 | Beidahu           | Dual Moguls | Severi Vierelä                       | Ikuma Horishima                      | Julien Viel                          |
| 28.02.2025 | Almaty            | Moguls      | Mikaël Kingsbury                     | Jung Dae-yoon                        | Ikuma Horishima                      |
| 01.03.2025 | Almaty            | Dual Moguls | Mikaël Kingsbury                     | Ikuma Horishima                      | Matt Graham                          |
| 11.03.2025 | Livigno           | Moguls      | Ikuma Horishima                      | Mikaël Kingsbury                     | Charlie Mickel                       |
| 12.03.2025 | Livigno           | Dual Moguls | Mikaël Kingsbury                     | Ikuma Horishima                      | Filip Gravenfors                     |

### Frauen

#### Weltcupwertungen
| Rang | Name                | Punkte |
| ---- | ------------------- | ------ |
| 01   | Jaelin Kauf         | 1336   |
| 02   | Perrine Laffont     | 1090   |
| 03   | Tess Johnson        | 0683   |
| 04   | Maia Schwinghammer  | 0681   |
| 05   | Rino Yanagimoto     | 0608   |
| 06   | Olivia Giaccio      | 0573   |
| 07   | Hinako Tomitaka     | 0533   |
| 08   | Anastassija Gorodko | 0510   |
| 09   | Julija Galyschewa   | 0507   |
| 10   | Kasey Hogg          | 0451   |

| Rang | Name               | Punkte |
| ---- | ------------------ | ------ |
| 01   | Jaelin Kauf        | 676    |
| 02   | Perrine Laffont    | 650    |
| 03   | Maia Schwinghammer | 456    |
| 04   | Tess Johnson       | 430    |
| 05   | Olivia Giaccio     | 401    |
| 06   | Hinako Tomitaka    | 298    |
| 07   | Julija Galyschewa  | 258    |
| 08   | Kasey Hogg         | 245    |
| 09   | Rino Yanagimoto    | 223    |
| 10   | Camille Cabrol     | 212    |

| Rang | Name                | Punkte |
| ---- | ------------------- | ------ |
| 01   | Jaelin Kauf         | 660    |
| 02   | Perrine Laffont     | 440    |
| 03   | Rino Yanagimoto     | 385    |
| 04   | Anastassija Gorodko | 299    |
| 05   | Tess Johnson        | 253    |
| 06   | Julija Galyschewa   | 249    |
| 07   | Hinako Tomitaka     | 235    |
| 08   | Maia Schwinghammer  | 225    |
| 09   | Kasey Hogg          | 206    |
| 10   | Olivia Giaccio      | 172    |

#### Wettbewerbe
| Datum      | Ort               | Disziplin   | 1. Platz                             | 2. Platz                             | 3. Platz                             |
| ---------- | ----------------- | ----------- | ------------------------------------ | ------------------------------------ | ------------------------------------ |
| 30.11.2024 | Ruka              | Moguls      | Perrine Laffont                      | Jakara Anthony                       | Olivia Giaccio                       |
| 06.12.2024 | Idre Fjäll        | Moguls      | Jakara Anthony                       | Perrine Laffont                      | Maia Schwinghammer                   |
| 07.12.2024 | Idre Fjäll        | Dual Moguls | Aufgrund von starkem Nebel abgesagt. | Aufgrund von starkem Nebel abgesagt. | Aufgrund von starkem Nebel abgesagt. |
| 13.12.2024 | Alpe d’Huez       | Moguls      | Aufgrund von Schneemangel abgesagt.  | Aufgrund von Schneemangel abgesagt.  | Aufgrund von Schneemangel abgesagt.  |
| 14.12.2024 | Alpe d’Huez       | Dual Moguls | Aufgrund von Schneemangel abgesagt.  | Aufgrund von Schneemangel abgesagt.  | Aufgrund von Schneemangel abgesagt.  |
| 20.12.2024 | Bakuriani         | Moguls      | Olivia Giaccio                       | Perrine Laffont                      | Jaelin Kauf                          |
| 21.12.2024 | Bakuriani         | Dual Moguls | Jaelin Kauf                          | Rino Yanagimoto                      | Perrine Laffont                      |
| 24.01.2025 | Waterville Valley | Moguls      | Perrine Laffont                      | Jaelin Kauf                          | Olivia Giaccio                       |
| 25.01.2025 | Waterville Valley | Dual Moguls | Perrine Laffont                      | Jaelin Kauf                          | Julija Galyschewa                    |
| 31.01.2025 | Val Saint-Côme    | Moguls      | Maia Schwinghammer                   | Jaelin Kauf                          | Olivia Giaccio                       |
| 01.02.2025 | Val Saint-Côme    | Dual Moguls | Jaelin Kauf                          | Anastassija Gorodko                  | Perrine Laffont                      |
| 06.02.2025 | Deer Valley       | Moguls      | Jaelin Kauf                          | Perrine Laffont                      | Maia Schwinghammer                   |
| 08.02.2025 | Deer Valley       | Dual Moguls | Jaelin Kauf                          | Perrine Laffont                      | Olivia Giaccio                       |
| 21.02.2025 | Beidahu           | Moguls      | Jaelin Kauf                          | Perrine Laffont                      | Olivia Giaccio                       |
| 22.02.2025 | Beidahu           | Dual Moguls | Jaelin Kauf                          | Perrine Laffont                      | Tess Johnson                         |
| 28.02.2025 | Almaty            | Moguls      | Tess Johnson                         | Jaelin Kauf                          | Rino Yanagimoto                      |
| 01.03.2025 | Almaty            | Dual Moguls | Jaelin Kauf                          | Rino Yanagimoto                      | Anastassija Gorodko                  |
| 11.03.2025 | Livigno           | Moguls      | Jaelin Kauf                          | Perrine Laffont                      | Tess Johnson                         |
| 12.03.2025 | Livigno           | Dual Moguls | Charlotte Wilson                     | Jaelin Kauf                          | Perrine Laffont                      |

## Skicross

### Männer

#### Weltcupwertung
Stand: Saisonabschluss
| Rang | Name                      | Punkte |
| ---- | ------------------------- | ------ |
| 01   | Reece Howden              | 1.038  |
| 02   | Simone Deromedis          | 965    |
| 03   | Florian Wilmsmann         | 902    |
| 04   | Youri Duplessis Kergomard | 715    |
| 05   | Alex Fiva                 | 638    |
| 06   | David Mobärg              | 544    |
| 07   | Kevin Drury               | 518    |
| 08   | Ryan Regez                | 495    |
| 09   | Tobias Baur               | 413    |
| 10   | Adam Kappacher            | 392    |

#### Wettbewerbe
| Datum      | Ort          | 1. Platz                  | 2. Platz                  | 3. Platz          |
| ---------- | ------------ | ------------------------- | ------------------------- | ----------------- |
| 12.12.2024 | Val Thorens  | Simone Deromedis          | Florian Wilmsmann         | Kevin Drury       |
| 13.12.2024 | Val Thorens  | Alex Fiva Adam Kappacher  |                           | Kevin Drury       |
| 17.12.2024 | Arosa        | Reece Howden              | Simone Deromedis          | David Mobärg      |
| 20.12.2024 | Innichen     | Florian Wilmsmann         | Youri Duplessis Kergomard | Johannes Aujesky  |
| 21.12.2024 | Innichen     | Reece Howden              | Alex Fiva                 | Simone Deromedis  |
| 16.01.2025 | Reiteralm    | Florian Wilmsmann         | Melvin Tchiknavorian      | Yanick Gunsch     |
| 17.01.2025 | Reiteralm    | Youri Duplessis Kergomard | Simone Deromedis          | Kevin Drury       |
| 01.02.2025 | Veysonnaz    | Simone Deromedis          | Youri Duplessis Kergomard | Reece Howden      |
| 02.02.2025 | Veysonnaz    | Youri Duplessis Kergomard | David Mobärg              | Jared Schmidt     |
| 08.02.2025 | Val di Fassa | Ryan Regez                | Alex Fiva                 | Florian Wilmsmann |
| 09.02.2025 | Val di Fassa | Reece Howden              | Simone Deromedis          | Ryan Regez        |
| 28.02.2025 | Gudauri      | Simone Deromedis          | Ryō Sugai                 | Erik Mobärg       |
| 01.03.2025 | Gudauri      | Reece Howden              | Florian Wilmsmann         | Simone Deromedis  |
| 14.03.2025 | Craigleith   | Reece Howden              | Alex Fiva                 | Kevin Drury       |
| 15.03.2025 | Craigleith   | Florian Wilmsmann         | Reece Howden              | Kevin Drury       |
| 29.03.2025 | Idre Fjäll   | Reece Howden              | Simone Deromedis          | Erik Mobärg       |
| 30.03.2025 | Idre Fjäll   | Reece Howden              | Youri Duplessis Kergomard | Simone Deromedis  |

### Frauen

#### Weltcupwertung
Stand: Saisonabschluss
| Rang | Name                     | Punkte |
| ---- | ------------------------ | ------ |
| 01   | Fanny Smith              | 1.076  |
| 02   | Daniela Maier            | 915    |
| 03   | India Sherret            | 869    |
| 04   | Jole Galli               | 847    |
| 05   | Marielle Berger Sabbatel | 844    |
| 06   | Marielle Thompson        | 744    |
| 07   | Courtney Hoffos          | 714    |
| 08   | Abby McEwen              | 518    |
| 09   | Talina Gantenbein        | 502    |
| 10   | Jade Grillet Aubert      | 457    |

#### Wettbewerbe
| Datum      | Ort          | 1. Platz          | 2. Platz                 | 3. Platz                 |
| ---------- | ------------ | ----------------- | ------------------------ | ------------------------ |
| 12.12.2024 | Val Thorens  | Marielle Thompson | Fanny Smith              | Daniela Maier            |
| 13.12.2024 | Val Thorens  | India Sherret     | Daniela Maier            | Marielle Thompson        |
| 17.12.2024 | Arosa        | Marielle Thompson | India Sherret            | Hannah Schmidt           |
| 20.12.2024 | Innichen     | Daniela Maier     | Talina Gantenbein        | Marielle Berger Sabbatel |
| 21.12.2024 | Innichen     | Daniela Maier     | Jole Galli               | Marielle Berger Sabbatel |
| 16.01.2025 | Reiteralm    | Hannah Schmidt    | Fanny Smith              | India Sherret            |
| 17.01.2025 | Reiteralm    | India Sherret     | Fanny Smith              | Hannah Schmidt           |
| 01.02.2025 | Veysonnaz    | Marielle Thompson | Daniela Maier            | India Sherret            |
| 02.02.2025 | Veysonnaz    | Marielle Thompson | Daniela Maier            | Fanny Smith              |
| 08.02.2025 | Val di Fassa | Marielle Thompson | Marielle Berger Sabbatel | Courtney Hoffos          |
| 09.02.2025 | Val di Fassa | Jole Galli        | Marielle Berger Sabbatel | Fanny Smith              |
| 28.02.2025 | Gudauri      | Fanny Smith       | Jole Galli               | India Sherret            |
| 01.03.2025 | Gudauri      | Jole Galli        | Fanny Smith              | Courtney Hoffos          |
| 14.03.2025 | Craigleith   | Fanny Smith       | Marielle Berger Sabbatel | Jole Galli               |
| 15.03.2025 | Craigleith   | Fanny Smith       | Courtney Hoffos          | Abby McEwen              |
| 29.03.2025 | Idre Fjäll   | Daniela Maier     | Courtney Hoffos          | Fanny Smith              |
| 30.03.2025 | Idre Fjäll   | Fanny Smith       | Courtney Hoffos          | Talina Gantenbein        |

## Park und Pipe

### Männer

#### Weltcupwertungen
| Rang | Name             | Punkte |
| ---- | ---------------- | ------ |
| 01   | Matěj Švancer    | 472    |
| 02   | Luca Harrington  | 470    |
| 03   | Alex Ferreira    | 420    |
| 04   | Andri Ragettli   | 355    |
| 05   | Tormod Frostad   | 330    |
| 06   | Alexander Hall   | 323    |
| 07   | Nicholas Goepper | 320    |
| 08   | Mac Forehand     | 319    |
| 09   | Brendan MacKay   | 304    |
| 10   | Miro Tabanelli   | 274    |

| Rang | Name                 | Punkte |
| ---- | -------------------- | ------ |
| 01   | Alex Ferreira        | 360    |
| 02   | Nicholas Goepper     | 320    |
| 03   | Brendan MacKay       | 275    |
| 04   | Finley Melville Ives | 226    |
| 05   | Hunter Hess          | 180    |
| 06   | David Wise           | 163    |
| 07   | Luke Harrold         | 160    |
| 08   | Birk Irving          | 152    |
| 09   | Matthew Labaugh      | 130    |
| 10   | Dylan Ladd           | 116    |

| Rang | Name            | Punkte |
| ---- | --------------- | ------ |
| 01   | Alexander Hall  | 282    |
| 02   | Andri Ragettli  | 250    |
| 03   | Colby Stevenson | 229    |
| 04   | Birk Ruud       | 216    |
| 05   | Mac Forehand    | 204    |
| 06   | Luca Harrington | 177    |
| 07   | Matěj Švancer   | 147    |
| 08   | Evan McEachran  | 135    |
| 09   | Ben Barclay     | 124    |
| 10   | Henry Sildaru   | 119    |

| Rang | Name             | Punkte |
| ---- | ---------------- | ------ |
| 01   | Luca Harrington  | 390    |
| 02   | Matěj Švancer    | 351    |
| 03   | Miro Tabanelli   | 270    |
| 04   | Tormod Frostad   | 234    |
| 05   | Andri Ragettli   | 193    |
| 06   | Timothé Sivignon | 175    |
| 07   | Elias Syrjä      | 167    |
| 08   | Leo Landrø       | 158    |
| 09   | Dylan Deschamps  | 149    |
| 10   | Mac Forehand     | 144    |

#### Halfpipe
| Datum      | Ort             | 1. Platz             | 2. Platz         | 3. Platz         |
| ---------- | --------------- | -------------------- | ---------------- | ---------------- |
| 08.09.2024 | Cardrona        | Brendan MacKay       | Alex Ferreira    | Andrew Logino    |
| 07.12.2024 | Secret Garden   | Nicholas Goepper     | Alex Ferreira    | David Wise       |
| 21.12.2024 | Copper Mountain | Alex Ferreira        | Brendan MacKay   | Nicholas Goepper |
| 02.02.2025 | Aspen           | Alex Ferreira        | Nicholas Goepper | Matthew Labaugh  |
| 15.02.2025 | Calgary         | Finley Melville Ives | Nicholas Goepper | Alex Ferreira    |

#### Slopestyle
| Datum      | Ort      | 1. Platz        | 2. Platz        | 3. Platz           |
| ---------- | -------- | --------------- | --------------- | ------------------ |
| 23.11.2024 | Stubai   | Colby Stevenson | Andri Ragettli  | Tormod Frostad     |
| 17.01.2025 | Laax     | Birk Ruud       | Mac Forehand    | Alexander Hall     |
| 01.02.2025 | Aspen    | Alexander Hall  | Colby Stevenson | Birk Ruud          |
| 22.02.2025 | Stoneham | Matěj Švancer   | Luca Harrington | Ben Barclay        |
| 14.03.2025 | Tignes   | Alexander Hall  | Andri Ragettli  | Sebastian Schjerve |

#### Big Air
| Datum      | Ort         | 1. Platz        | 2. Platz         | 3. Platz        |
| ---------- | ----------- | --------------- | ---------------- | --------------- |
| 18.10.2024 | Chur        | Matěj Švancer   | Tormod Frostad   | Dylan Deschamps |
| 01.12.2024 | Peking      | Tormod Frostad  | Miro Tabanelli   | Dylan Deschamps |
| 04.01.2025 | Klagenfurt  | Luca Harrington | Timothe Sivignon | Matěj Švancer   |
| 10.01.2025 | Kreischberg | Luca Harrington | Matěj Švancer    | Leo Landrø      |
| 06.02.2025 | Aspen       | Matěj Švancer   | Luca Harrington  | Konnor Ralph    |
| 13.03.2025 | Tignes      | Miro Tabanelli  | Mac Forehand     | Luca Harrington |

### Frauen

#### Weltcupwertungen
| Rang | Name             | Punkte |
| ---- | ---------------- | ------ |
| 01   | Flora Tabanelli  | 540    |
| 02   | Tess Ledeux      | 470    |
| 03   | Eileen Gu        | 400    |
| 04   | Mathilde Gremaud | 342    |
| 05   | Zoe Atkin        | 341    |
| 06   | Anni Kärävä      | 340    |
| 07   | Li Fanghui       | 313    |
| 08   | Megan Oldham     | 313    |
| 09   | Muriel Mohr      | 295    |
| 10   | Liu Mengting     | 280    |

| Rang | Name             | Punkte |
| ---- | ---------------- | ------ |
| 01   | Zoe Atkin        | 305    |
| 01   | Li Fanghui       | 305    |
| 03   | Eileen Gu        | 300    |
| 04   | Svea Irving      | 210    |
| 05   | Cassie Sharpe    | 205    |
| 06   | Rachael Karker   | 196    |
| 07   | Amy Fraser       | 185    |
| 08   | Dillan Glennie   | 130    |
| 09   | Sabrina Cakmakli | 121    |
| 10   | Zhang Kexin      | 112    |

| Rang | Name             | Punkte |
| ---- | ---------------- | ------ |
| 01   | Tess Ledeux      | 218    |
| 02   | Megan Oldham     | 213    |
| 03   | Flora Tabanelli  | 192    |
| 04   | Rell Harwood     | 175    |
| 05   | Kirsty Muir      | 172    |
| 06   | Marin Hamill     | 166    |
| 07   | Anni Kärävä      | 161    |
| 08   | Mathilde Gremaud | 140    |
| 09   | Muriel Mohr      | 133    |
| 10   | Yang Ruyi        | 131    |

| Rang | Name             | Punkte |
| ---- | ---------------- | ------ |
| 01   | Flora Tabanelli  | 440    |
| 02   | Tess Ledeux      | 270    |
| 03   | Anni Kärävä      | 267    |
| 04   | Liu Mengting     | 256    |
| 05   | Muriel Mohr      | 241    |
| 06   | Mathilde Gremaud | 202    |
| 07   | Sarah Höfflin    | 194    |
| 08   | Yang Ruyi        | 184    |
| 09   | Anouk Andraska   | 169    |
| 10   | Xiong Wenhui     | 150    |

#### Halfpipe
| Datum      | Ort             | 1. Platz   | 2. Platz    | 3. Platz       |
| ---------- | --------------- | ---------- | ----------- | -------------- |
| 08.09.2024 | Cardrona        | Eileen Gu  | Zhang Kexin | Rachael Karker |
| 07.12.2024 | Secret Garden   | Eileen Gu  | Li Fanghui  | Svea Irving    |
| 21.12.2024 | Copper Mountain | Eileen Gu  | Zoe Atkin   | Cassie Sharpe  |
| 02.02.2025 | Aspen           | Zoe Atkin  | Li Fanghui  | Amy Fraser     |
| 15.02.2025 | Calgary         | Li Fanghui | Zoe Atkin   | Rachael Karker |

#### Slopestyle
| Datum      | Ort      | 1. Platz        | 2. Platz         | 3. Platz          |
| ---------- | -------- | --------------- | ---------------- | ----------------- |
| 23.11.2024 | Stubai   | Tess Ledeux     | Mathilde Gremaud | Sarah Höfflin     |
| 17.01.2025 | Laax     | Eileen Gu       | Megan Oldham     | Mathilde Gremaud  |
| 01.02.2025 | Aspen    | Tess Ledeux     | Megan Oldham     | Rell Harwood      |
| 22.02.2025 | Stoneham | Flora Tabanelli | Yang Ruyi        | Rell Harwood      |
| 14.03.2025 | Tignes   | Kirsty Muir     | Abi Harrigan     | Ruby Star Andrews |

#### Big Air
| Datum      | Ort         | 1. Platz         | 2. Platz        | 3. Platz        |
| ---------- | ----------- | ---------------- | --------------- | --------------- |
| 18.10.2024 | Chur        | Mathilde Gremaud | Flora Tabanelli | Muriel Mohr     |
| 01.12.2024 | Peking      | Tess Ledeux      | Sarah Höfflin   | Flora Tabanelli |
| 04.01.2025 | Klagenfurt  | Liu Mengting     | Flora Tabanelli | Muriel Mohr     |
| 10.01.2025 | Kreischberg | Flora Tabanelli  | Anni Kärävä     | Lara Wolf       |
| 06.02.2025 | Aspen       | Megan Oldham     | Flora Tabanelli | Anni Kärävä     |
| 13.03.2025 | Tignes      | Flora Tabanelli  | Tess Ledeux     | Anni Kärävä     |